# Argentyńska gorączka krwotoczna
Argentyńska gorączka krwotoczna (ang. Argentine Hemorrhagic Fever, AHF; hiszp. FHA) – choroba wirusowa występująca endemicznie w Argentynie.

## Etiologia
Argentyńska gorączka krwotoczna powodowana jest przez RNA-wirusa Junin (JUNV) należącego do arenawirusów Nowego Świata (kompleks Tacaribe).
Rezerwuarem są gryzonie, zwłaszcza Calomys musculinus, Calomys laucha i Akodon azarae. Do zakażenia u ludzi dochodzi w wyniku kontaktu ze zwierzętami i ich wydalinami (droga wziewna i infekcja ran). Choruje głównie ludność obszarów wiejskich, najczęściej mężczyźni zajmujący się zbiorem zbóż. Możliwa jest transmisja wirusa między ludźmi drogą płciową lub krwiopochodną.

## Zasięg geograficzny

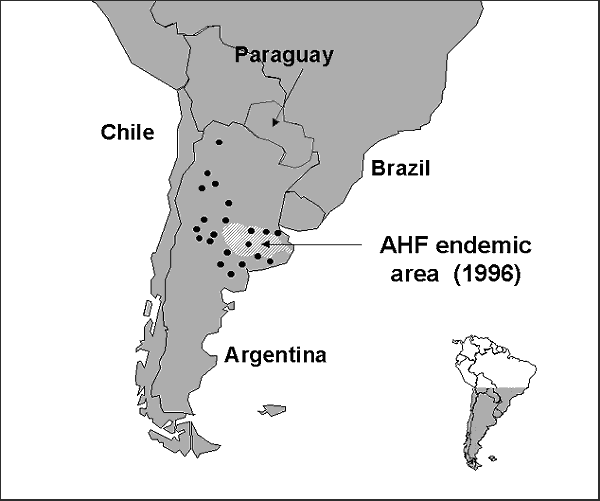
Obszar endemicznego występowania AHF; czarnymi punktami zaznaczono miejsca występowania Calomys musculinus

Choroba występuje w rejonach wilgotnej pampy argentyńskiej, gdzie główną roślinnością uprawną są zboża. Obszar ten, mający powierzchnię około 120 tys. km², zamieszkany przez ponad milion ludzi, obejmuje prowincje: północno-zachodnią część Buenos Aires, południowo-wschodnią Córdoba (większość przypadków), południową Santa Fe i wschodnią La Pampa.
Występowanie wirusa potwierdzono też poza obszarem endemicznym. JUNV izolowano od gryzoni Akodon azarae w miejscowości Pila w południowo-zachodniej części prowincji Buenos Aires. Stwierdzono tam również obecność przeciwciał u ludzi, ale nie zanotowano przypadków choroby.

## Epidemie choroby
Pierwsze epidemie choroby datuje się na lata 1953-1954, chociaż czynnik etiologiczny zidentyfikowano w 1958. Od tego czasu występują coroczne epidemie o różnym nasileniu, największa w 1964 roku. W latach 1958–1980 potwierdzono ponad 18 000 zakażeń. Pod koniec lat 70. XX wieku zaobserwowano spadek liczby notowanych przypadków z 989 w 1977 do 161 w 1980 roku. Podczas kolejnych 3 lat występowały średnio 302 przypadki rocznie. W 1990 roku opisano 727 nowych zachorowań, w 1991 – 154, a w 1992 roku jedynie 2. Znaczne zmniejszenie zapadalności na AHF wiąże się z prowadzeniem akcji szczepień przeciwko chorobie. W 2005 roku zgłoszono 94 podejrzenia choroby, spośród których potwierdzono 19.

## Objawy i przebieg
Czas inkubacji wynosi 10-16 dni. Po tym okresie pojawia się złe samopoczucie, gorączka (utrzymująca się przez 5-8 dni), dreszcze, bóle i zawroty głowy, bóle krzyża, zmęczenie. U większości chorych występują wylewy podspojówkowe z dolegliwości bólowymi ze strony gałki ocznej, bóle brzucha, nudności, wymioty, biegunka lub zaparcia. Do innych objawów należą: przekrwienie i wybroczyny na podniebieniu, powiększenie węzłów pachwinowych i pachowych.
Od czwartego dnia obserwuje się krwawienia z dziąseł i nosa, hipotensję, bradykardię, obniżenie napięcia mięśniowego i odruchów ścięgnistych, niepewny chód, spowolnienie myślenia. W łagodnej postaci choroba trwa około 6 dni.
W przypadku postaci ciężkiej mogą wystąpić krwawienia do przewodu pokarmowego (objawiające się wymiotami krwawymi i/lub smolistym stolcem) oraz masywne krwawienia z dziąseł i nosa. Spośród objawów neurologicznych, dostrzegalne mogą być drżenie mięśni języka i rąk, splątanie lub nadmierne pobudzenie, czasem napady toniczno-kloniczne.
W przebiegu choroby obserwuje się leukopenię i trombocytopenię a w badaniu moczu albuminurię i wydalanie wałeczków.
Rekonwalescencja trwa kilka tygodni. U części zdrowiejących pacjentów dochodzi do ujawnienia zespołu móżdżkowego, który ustępuje po kilku dniach bez dalszych konsekwencji.
Śmiertelność w przypadkach nieleczonych ocenia się na 10-15%.

## Rozpoznanie
Rozpoznanie choroby potwierdza się izolując wirusa z próbki krwi, wykrywając przeciwciała metodą wiązania dopełniacza, seroneutralizacji, immunofluorescencji pośredniej albo testem ELISA.
Istnieje także możliwość wykorzystania techniki RT-PCR.

## Leczenie
Stosuje się leczenie objawowe i przyczynowe. Dostępne jest immunizowane osocze, które pozwala ograniczyć śmiertelność poniżej 3%. Skuteczna może być także terapia rybawiryną.

## Szczepienie
AHF jest jedną z niewielu chorób z grupy gorączek krwotocznych dla których wynaleziono szczepionkę.
Wobec zakończenia niepowodzeniem prób stworzenia szczepionki inaktywowanej, uwagę skupiono na szczepionkach atenuowanych (szczepy XJC13, XJO i Candid #1).
W doświadczalnych badaniach szczepionki XJC13 na zwierzętach, po inokulacji wewnątrzmózgowej wystąpiła wirulencja u zarażonych świnek morskich i małp płaskowatych Cebus. Natomiast u marmozety zwyczajnej (Callithrix jacchus), uważanej za najlepszy model zwierzęcy infekcji wirusem Junin szczepionka zapewniała właściwą ochronę. Szczepionkę z linii XJC13 testowano także u ludzi – podano ją w sumie 636 ochotnikom, u których wywoływała łagodne objawy lub infekcje subkliniczne. U 90% badanych przeciwciała utrzymywały się przez okres 7-9 lat.
Za najbardziej bezpieczną i skuteczną szczepionkę uważa się Candid #1, opracowaną dzięki międzynarodowej kooperacji przez zespół dra Julio Barrera Oro. Badania na zwierzętach wykazały wysoki wskaźnik serokonwersji, dobrą ochronę przeciwko szczepom zjadliwym i brak neurowirulencji u małp. Nie obserwowano także objawów niepożądanych u ludzi przy zadowalającej serokonwersji. Bezpieczeństwo i immunogenność potwierdzono w kolejnych trialach klinicznych. W latach 1988–1990 zaszczepiono 6500 ochotników z obszaru endemicznego. Wobec bardzo pozytywnych wyników projekt wakcynacji rozszerzono na ponad 100 tysięcy osób.
W 2006 roku wdrożono plan masowej produkcji szczepionki w Argentynie.
Szczepionkę Candid #1, dzięki reaktywności krzyżowej, wykorzystuje się w celu ochrony przed boliwijską gorączką krwotoczną wywoływaną przez arenawirusa Machupo.